# Station Sythen
Station Sythen is een spoorwegstation (Spoorlijn Wanne-Eickel - Hamburg) in de Duitse stad Haltern am See, gelegen ten zuidoosten van het centrum van Sythen in het VRR-gebied. De spoorlijn werd op dit traject (Wanne-Eickel - Münster) geopend in 1870, maar het station Sythen pas op 19 mei 1931.
Het station wordt ook bediend door buslijn 273 (Haltern - Sythen - Lembraken).

## Treinverbindingen
Sinds de dienstregeling 2020 halteert overdag alleen de Regional-Express 42 te Sythen. Deze lijn rijdt vanaf Mönchengladbach Hbf één keer per uur naar Münster Hbf en word vanaf Essen Hbf aangevuld door een tweede trein per uur, zodat alle kleine stations net als Sythen twee keer per uur in beide richtingen worden bediend. Maar door een tekort aan capaciteit op dit traject vervallen enkele haltes van de "korte" RE42 in richting Essen Hbf, waardoor er in deze richting deels alleen elke 60 minuten in plaats van 30 een trein halteert.
| Serie | Treinsoort                      | Route | Bijzonderheden      |
| ----- | ------------------------------- | --- | ------------------- |
| RE 42 | Regional-Express (DB Regio NRW) | Mönchengladbach Hbf – Viersen – Krefeld Hbf – Duisburg Hbf – Essen Hbf – Gelsenkirchen Hbf – Wanne-Eickel Hbf – Recklinghausen Hbf – Sythen – Münster (Westf) Hbf | Niers-Haard-Express |

Verder stopt er 's nachts lijn RE2, die in deze uren net als vóór 2020 wordt gereden (Düsseldorf Hbf - Münster Hbf). Deze ritten halteren ten noorden van Gelsenkirchen Hbf tot Münster-Albachten overal.
In de dienstregeling 2025 bestaat ook één RE2-rit van Osnabrück Hbf naar Düsseldorf Hbf die dagelijks om 13:44 uur uitzonderlijk te Sythen halteert. Dit werd geïntroduceerd voor scholieren uit Buldern en Dülmen ter compensatie van een van de vervallende haltes van de RE42, die tien minuten eerder zou moeten plaatsvinden.

## Faciliteiten
Elk perron bevindt zich in rijrichting achter de overweg en is voorzien van wachthuizen, een matrixdisplay, een kaartautomaat en een informatiezuil. De perrons zelf zijn rolstoeltoegankelijk, maar bieden met 38 cm hoogte geen gelijkvloerse instap. Verder beschikt het station over fietsenrekken, twee parkeerplaatsen en een fietsreparatiestation.

## Overweg
Station Sythen wordt doorkruist door de straat Thiestraße/Stockwieser Damm door middel van een overweg, die per afstandsbediening en cameratoezicht vanuit Dülmen wordt gesloten en beveiligd. Door deze techniek zijn de slagbomen minstens twee minuten per trein gesloten, wat soms langer duurt als er meerdere treinen komen. Omdat deze belangrijke verbinding van de twee dorpsdelen door de bevolkingstoename steeds meer wordt gebruikt en de spoorlijn Wanne-Eickel - Münster als overbelast geldt is het gepland, de overweg door een tunnel te vervangen.
In totaal bezit Sythen vier overwegen.